# Branta Tinggi
Branta Tinggi is een bestuurslaag in het regentschap Pamekasan van de provincie Oost-Java, Indonesië. Branta Tinggi telt 2082 inwoners (volkstelling 2010).